# Lipińskie (województwo podlaskie)
Lipińskie – wieś w Polsce położona w województwie podlaskim, w powiecie grajewskim, w gminie Grajewo.
Do 1954 miejscowość była siedzibą gminy Białaszewo. W latach 1975–1998 miejscowość administracyjnie należała do województwa łomżyńskiego.